# В навечерието (филм, 1985)
„В навечерието“ (на руски: Накану́не) е съветско-български 2-сериен телевизионен игрален филм (исторически, драма) от 1985 година по режисура на Николай Машченко (рус. Мащенко) и по сценарий на Александър Червински и Николай Мащенко. Оператори са Сурен Шахбазян и Христо Тотев. Създаден е по романа „В навечерието“ на Иван Тургенев. Музиката във филма е композирана от Георгий Дмитриев. Филмът е копрудукция на СССР и България.

## Серии
- 1. серия „Елена“ – 71 минути
- 2. серия „Инсаров“ – 75 минути[2].

## Сюжет
Средата на XIX век. Действието във филма се гради около историята за любовта между Елена Стахова (Ирина Милополская) и българския патриот Дмитрий Инсаров (Любомир Кабакчиев), борещ се за освобождението на своята родина от османско владичество. Влюбените преодоляват съпротивата на родителите на Елена и очакват вести от България, надявайки се да се присъединят към борците за свобода. В навечерието на тяхното заминаване, Дмитрий умира, повален от неизлечима болест. Елена заминава за България, заедно с неговите приятели за да продължи делото му.

## Актьорски състав
| Роля                        | Изпълнител                                    |
| --------------------------- | --------------------------------------------- |
| Елена Николаевна Стахова    | Светлана Аманова                              |
| Дмитрий Никанорович Инсаров | Антоний Генов                                 |
| Анна Василиевна Стахова     | Елена Соловей                                 |
| Николай Артемиевич Стахов   | Александър Голобородко                        |
| Андрей Петрович Берсеньов   | Игор Леньов                                   |
| Павел Яковлевич Шубин       | Андрей Николаев                               |
| Зоя                         | Наталья Стриженова                            |
| майката на Инсаров          | Нели Монеджикова                              |
|                             | А. Колесник                                   |
| Рендич                      | Коста Цонев                                   |
|                             | Лидия Чащина                                  |
|                             | Константин Ершов (като К. Ершов)              |
|                             | Екатерина Крупенникова (като Е. Крупенникова) |
| Лупояров                    | Валентин Троцюк (като В. Троцюк)              |
|                             | Дмитри Миргородски (като Д. Миргородски)      |
|                             | Екатерина Брондукова (като Е. Брондукова)     |
|                             | Виктор Панченко (като В. Панченко)            |
|                             | Владимир Антонов (като В. Антонов)            |
| доктор                      | Юрий Мисенков (като Ю. Мисенков)              |
|                             | Игор Слободской (като И. Слободской)          |
|                             | Юрий Дубровин (като Ю. Дубровин)              |
|                             | Валери Наконечни (като В. Наконечни)          |
|                             | Станислав Пазенко (като С. Пазенко)           |
|                             | Наталия Панчик                                |